# Convenció (trobada)
|  | No s'ha de confondre amb Simposi o Conferència. |

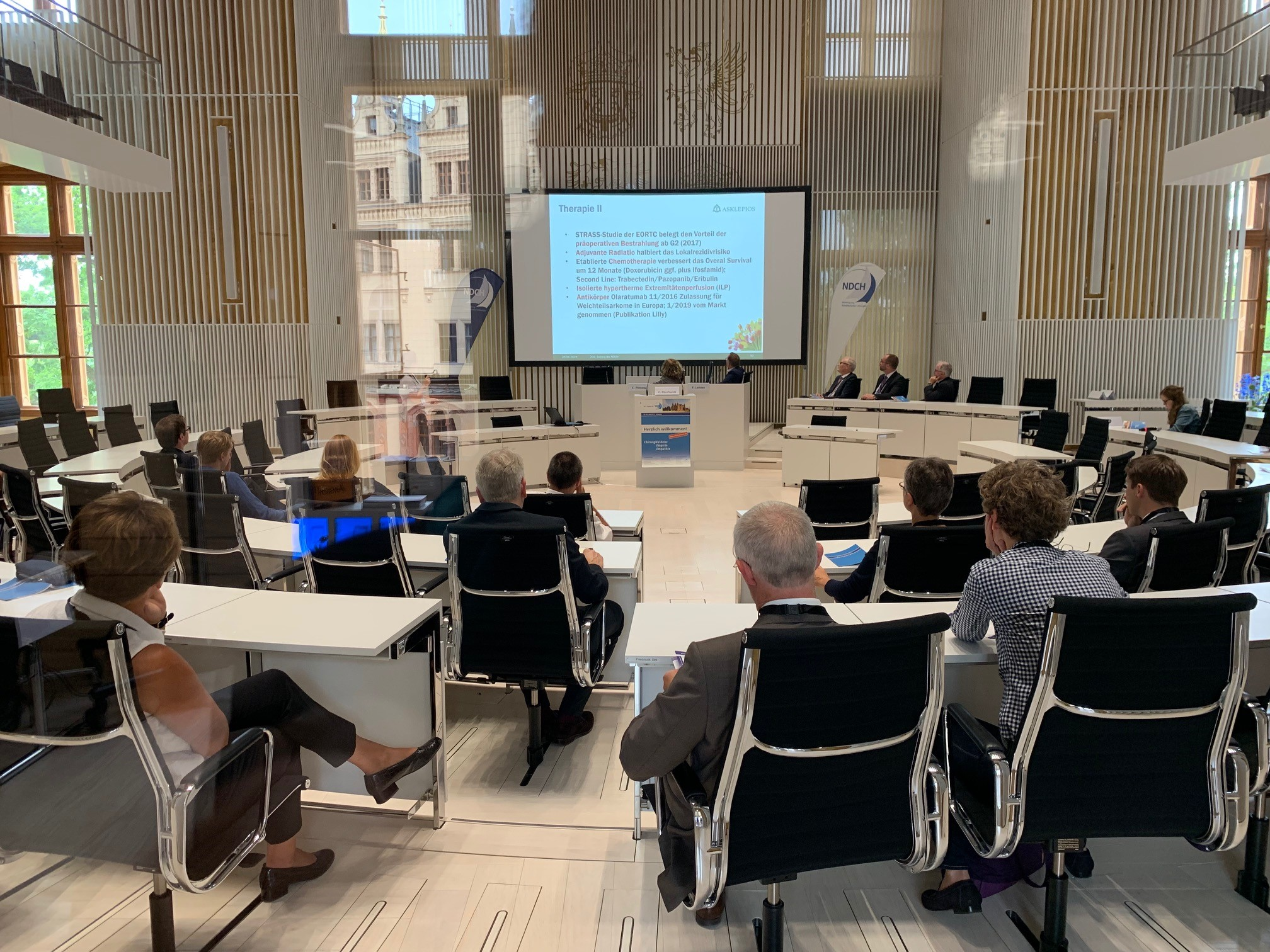
Conferència de Cirurgia a Schwerin

Una convenció o congrés és una reunió de persones que treballen sobre un tema concret. Ambdós termes s'utilitzen sovint de manera intercanviable; tanmateix, un congrés és un esdeveniment de diversos dies amb nombrosos participants, mentre que la conferència (segons el nom) sol ser d'un dia i pot tenir un grup més reduït de participants. Els noms igualment comuns són conferència, simposi i, per a professions especials a part deconvenció. Les conferències pertanyen al sector MICE (Reunions, Incentius, Convencions, Esdeveniments) de la indústria turística .

## Convenció vs. conferència
La principal diferència entre convenció (trobada) i conferència (reunió) és que la convenció és una gran trobada de persones que es reuneixen per parlar del seu treball compartit, interessos comuns o per prendre decisions com a grup, mentre que una conferència és una reunió que generalment està dissenyada per a la discussió, la resolució de problemes, la recerca de fets i la consulta.
Tant les convencions (congresos) com les conferències (reunions) poden tenir diferents facetes, p.e. El Münchner Wissenschaftler Eberhard Gugg a la seva obra Der Kongress-Reiseverkehr (1972). El terme convenció fa referència a una varietat d'expressions relacionades com ara
- Debat, Trobada, Sessió, Simposi, Trobada
- Congrés, Assemblea General, Assemblea General, Sínode, Conferència Científica, etc.
- Audició, fòrum (cultura), col·loqui, negociació
- Grup de treball, grup de treball, grup de discussió, taula rodona, taula rodona
- Curs, formació, curs, taller, centre d'aprenentatge, intercanvi d'idees
- sessió, sessió de pòsters, comissió, etc.

en els cinc grups principals següents:
1. Grans esdeveniments (més de 1.000 participants) ¹)
2. Congressos (amb 200-1000 participants)
3. Conferències (100-200 participants) ²)
4. Simposis (31-100 participants²)
5. Seminaris i cursos (fins a uns 30 participants)

¹) A part dels grans esdeveniments, termes com ara Assemblea General (anglès: General Assembly, General Session), Assemblea anual i similars.
²) L' ús lingüístic d'avui fa diferència entre 3 i 4): el terme conferència també pot ser una petita reunió (per exemple, conferència i tutorial), mentre que el simposi s'utilitza principalment per a esdeveniments especialment representatius, sobretot més grans que els anteriors.

## Procés i organització
Les conferències científiques o els simposis de les societats de recerca i especialitzades solen durar diversos dies. Quan es tracta d'un esdeveniment d'un cop l'any, sovint s'anomena reunions anuals (vegeu també Assemblea General).
Els temes importants del programa de conferències científiques més grans són, p. per exemple.:
- al principi, una visió temàtica (conferències) d'un científic destacat o diverses ponències convidades
- en la part principal les conferències individuals sobre investigacions actuals i posteriors o nous desenvolupaments
  - en el cas de conferències d'un dia sencer o de diversos dies, aquesta part es divideix en diverses sessions, la majoria de les quals estan presidides per científics reconeguts.
  - per a grans esdeveniments (d'uns 1000 participants) sessions temàtiques paral·leles
- altres presentacions de diversa índole, sessions de pòsters, demostracions de programari, etc.
- en reunions anuals, informes de grups d'estudi o comissions d'experts
- Ponències, debats o debats en fòrums de ciència i política de recerca
- Adopció de declaracions sobre els temes tractats

A més a més, sovint hi ha:
- Reunions de l'organització científica (organització paraigua, unió professional internacional) amb informes, debats i eleccions
- Exposicions d' empreses (presentacions d'empreses com en una fira comercial per mantenir el contacte amb els clients i per guanyar nous clients)
- Reunions anuals de comissions i grups de treball sobre el tema de la jornada
- Excursions a empreses, espais culturals o monuments naturals de la zona
- convivència

El motiu per assistir a congressos no ha de ser només la voluntat d'estar al dia sobre un tema. Més aviat, una conferència s'utilitza sovint com una oportunitat per conèixer gent nova i així establir i mantenir contactes socials. Per a alguns col·lectius professionals, la participació regular en congressos també està obligada per llei.

## Preparació de reunions
Per a la preparació tècnica d'una conferència, normalment es forma un comitè d'experts provats i presidents d'associacions paraigües. Sovint s'anomena comitè organitzador científic o SOC i, depenent de la interpretació de la conferència, té personal de l'àrea lingüística regional o internacional.
L'organització local, d'altra banda, està gestionada per un Comitè Organitzador Local (LOC), que està format principalment per empleats de l'organitzador i científics més joves. Entre altres coses, és responsable de la infraestructura in situ, de les ponències de la conferència i de l'oficina de la conferència.
Els treballs presentats per a la conferència ara se sotmeten majoritàriament a una revisió professional, per a la qual la comissió d'experts sol sol·licitar revisors externs. Les "presentacions orals" enviades (conferències grans d'uns 15 minuts) sovint s'han de redirigir a sessions de pòsters per limitacions de temps. Tot i que els pòsters generalment es consideren menys significatius, diversos autors generalment no compleixen els requisits per a la revisió per parells.
Com més participants hi hagi, més gran és el risc de debats ineficaços. Cal moderació i una agenda ajustada per mantenir l'eficiència. Segons "Two Pizza Rule" de Jeff Bezos d'Amazon, el màxim és de vuit persones.

## Programa addicional
A part de les convencions especialitzades i les activitats d'acompanyament, gairebé totes les convencions ofereixen altres esdeveniments com excursions especialitzades i esdeveniments socials. Aquests sovint inclouen:
- tallers i tutorials
- excursions relacionades amb congressos i visites a empreses
- Taules de discussió, redacció de declaracions

## Processament posterior
Atès que el comitè local (LOC) d'una conferència sol ser responsable de la infraestructura i la informació locals, ha de romandre actiu durant unes setmanes després del final de la conferència. Les tasques importants inclouen:
- actualització del directori de subscriptors
- l'estat financer final
- Cartes d'agraïment als patrocinadors, polítics, etc.
- qualsevol confirmació de participació, correus electrònics, informació de la pàgina d'inici, etc.
- si escau, la creació i impressió de les actes del congrés

## No-conferència
Una no-conferència, una no-conferència ad hoc o un BarCamp és una conferència, un congrés o una reunió que es desenvolupa en un allunyament conscient de les formes tradicionals d'organització sense un tema prèviament definit i sense separació entre públic i ponents.
La idea es remunta a una observació feta per Tim O'Reilly l'any 2003. Va trobar que els coffee breaks són, amb diferència, les fases més productives de les conferències tradicionals. Així que va declarar que els descansos eren la conferència real i el 2005 va crear el primer "FooCamp" (Amics d'O'Reilly) a Socialtext a Palo Alto com a no conferència ad hoc. Aquesta va ser totalment autoorganitzada pels participants sense cap especificació per tal d'aprendre i compartir coneixements en un entorn obert i no discriminatori. L'organitzador només va facilitar les habitacions, la infraestructura i el càtering per als participants.
Quatre regles bàsiques s'apliquen a les no conferències:
- Tothom és benvingut, l'acte és obert a tothom que hi estigui interessat.
- Tots els participants són individus iguals en una comunitat oberta.
- El lideratge no es dona, però pot sorgir de qualsevol lloc.
- No hi ha espectadors; tothom és un participant actiu.